# Adam Rudolph

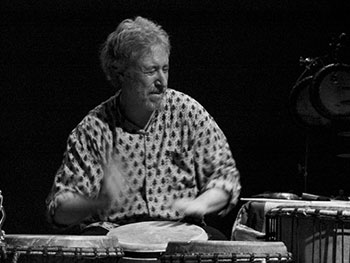
Adam Rudolph (2015)

Adam Rudolph (* 12. September 1955 in Chicago, Illinois) ist ein US-amerikanischer Perkussionist und Komponist.

## Leben und Wirken

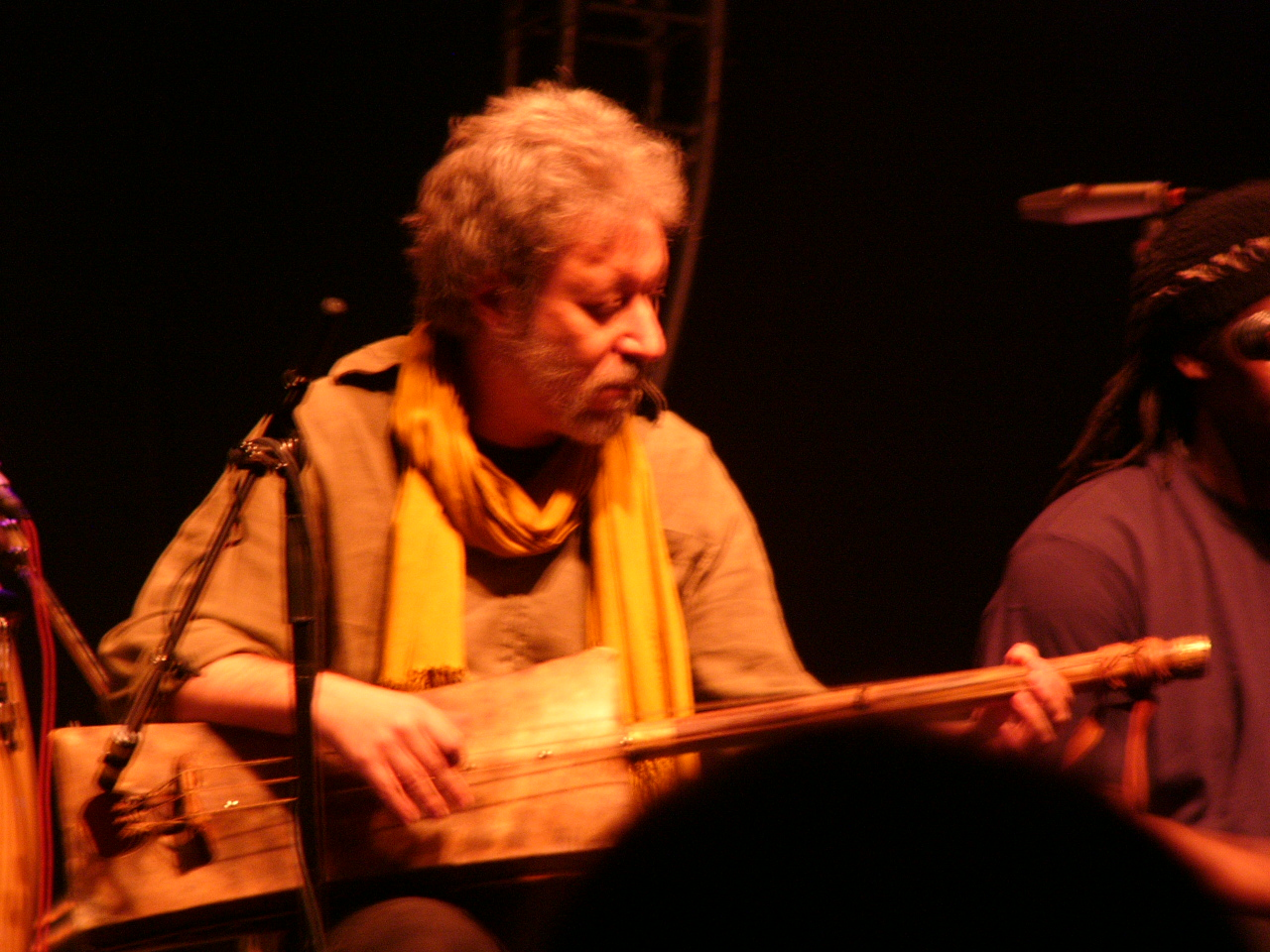
Adam Rudolph (2006, mit einer Gimbri)

Adam Rudolphs frühe Mentoren waren Don Cherry, Fred Anderson und Maulawi Nururdin. Nach einem Abschluss in Musikethnologie am Oberlin College erwarb er den Master am California Institute of the Arts. 1977 reiste er nach Ghana, wo er mit dem Griot Foday Musa Suso spielte; ein Jahr später gründeten sie in Chicago mit Hamid Drake und Joseph Thomas die Mandingo Griot Society, die traditionelle Afrikanische Musik mit World Jazz fusionierte. Rudolph studierte außerdem 15 Jahre lang die nordindischen Tabla-Trommeln bei Taranath Rao; außerdem arbeitete er mit L. Shankar. Nach seinen Forschungen in Europa, Asien und Afrika verfügt er über ein Instrumentarium aus Congas, Djembé, Bendir, Dumbek, Tablas, Talking drum, Kalimba und Udu. Ab 1988 arbeitete er u. a. mit Yusef Lateef (mit dem er auf vierzehn Alben zu hören ist) sowie mit Herbie Hancock, Jon Hassell (City: Works of Fiction), mit Pharoah Sanders/Hamid Drake (Spirits, 2000) und der Formation Shadowfax. Auf dem Moers Festival 1990 trat er mit Don Cherry und Hassan Hakmoun auf.
Sein Debütalbum legte Rudolph 1992 mit seiner Formation Moving Pictures vor; 1995 hatte seine erste Oper The Dreamer Premiere. Anfang der 2000er Jahre arbeitete er in Los Angeles mit der Formation Build an Ark, u. a. Carlos Niño, Dwight Trible und Phil Ranelin. Mit der Band entstanden zwei Alben, Peace with Every Step (2004) und Dawn (2007). Im Jahr 2004 trat er mit Omar Sosa und Joseph Bowie im Berliner Haus der Kulturen der Welt im Rahmen des Congo Square Festivals auf. Er arbeitete außerdem mit Leni Stern (Africa, Dream Garden). Gemeinsam mit Bennie Maupin wurde er vom Angel City Jazz Festival in Claremont, Kalifornien, beauftragt, eine Komposition zum Gedenken an dessen 100. Geburtstag zu schaffen. Bedingt durch die COVID-19-Pandemie wurde das resultierende Symphonic Tone Poem for Brother Yusef erst mit Verspätung 2022 veröffentlicht.

## Diskographische Hinweise
- 1992 – Adam Rudolph's Moving Pictures (Flying Fish)
- 1994 – Skyway (Soul Note)
- 1999 – 12 Arrows (Meta)
- 1999 – Contemplations (Meta)
- 2003 – Go: Organic Orchestra Web of Light (Meta)
- 2008 – Dream Garden (Justin Time Records)
- 2011 – Both/And (Meta)
- 2012 – Adam Rudolph/Ralph M. Jones: Merely a Traveler on the Cosmic Path (Meta)
- 2017 –  Morphic Resonances (Meta)
- 2017 – Moving Pictures: Glare of the Tiger
- 2018 –  Adam Rudolph / Dave Liebman / Tatsuya Nakatani – The Unknowable
- 2019 – Adam Rudolph / Dave Liebman / Hamid Drake – Chi (RareNoiseRecords)
- 2020 – Adam Rudolph / Ralph M. Jones / Hamid Drake: Imaginary Archipelago (Meta)
- 2021 – Focus and Field (Meta, mit Sumie Maneko, Stephanie Griffin, Kaoru Watanabe, Sara Schoenbeck, Ned Rothenberg, Ivan Barenboim, Michel Gentile)
- 2021 – Resonant Bodies (Meta)
- 2022 – Bennie Maupin & Adam Rudolph: Symphonic Tone Poem for Brother Yusef (Strut)[2]